# Desmia strigivitralis
Desmia strigivitralis là một loài bướm đêm trong họ Crambidae.